# MVP de la Liga de Campeones de baloncesto
El MVP de la Basketball Champions League, o MVP de la Liga de Campeones de baloncesto, es el premio anual otorgado al jugador considerado más valioso durante la temporada completa de la Basketball Champions League (BCL). La Basketball Champions League es la liga de baloncesto de clubes profesionales masculinos de tercer nivel en Europa. El premio lo otorga la FIBA. El premio existe desde la temporada inaugural 2016-17.

## Criterios de votación
El MVP de la Basketball Champions League se elige mediante una votación de los aficionados en línea, una votación de los periodistas y representantes de los medios y una votación de todos los entrenadores de todos los equipos en cada temporada de la liga. Los aficionados, los medios de comunicación y los entrenadores de la liga obtienen cada uno un tercio de la distribución de los votos.

## Ganadores
| ^           | Denota jugador en activo en la BCL                       |
| *           | Incluido en el Salón de la Fama FIBA                     |
| dagger      | Denota jugador que ganó el campeonato ese año            |
| Jugador (X) | Denota el número de veces que se ha recibido el galardón |

| Temporada | Jugador                 | Posición | Nacionalidad        | Club                 | Ref.   |
| --------- | ----------------------- | -------- | ------------------- | -------------------- | ------ |
| 2016–17   | Jordan Theodore         | Base     | Macedonia del Norte | Banvit               | [ 2 ]  |
| 2017–18   | Manny Harris            | Alero    | Estados Unidos      | AEK Athens           | [ 3 ]  |
| 2018–19   | Tyrese Rice             | Base     | Montenegro          | Brose Bamberg        | [ 5 ]  |
| 2019–20   | Keith Langford          | Escolta  | Estados Unidos      | AEK Athens           | [ 6 ]  |
| 2020–21   | Bonzie Colson           | Alero    | Estados Unidos      | SIG Strasbourg       | [ 7 ]  |
| 2021–22   | Chima Moneke            | Alero    | Nigeria             | Baxi Manresa         | [ 8 ]  |
| 2022–23   | T. J. Shorts            | Base     | Macedonia del Norte | Telekom Baskets Bonn | [ 9 ]  |
| 2023–24   | Marcelinho Huertas      | Base     | Brasil              | Lenovo Tenerife      | [ 10 ] |
| 2024–25   | Marcelinho Huertas^ (2) | Base     | Brasil              | La Laguna Tenerife   | [ 11 ] |